# Helichus columbianus
Helichus columbianus is een keversoort uit de familie ruighaarkevers (Dryopidae). De wetenschappelijke naam van de soort werd in 1931 gepubliceerd door Brown.